# Djahap al-Qaisi
Jahhaf al-Qaysí (àrab: جحاف القيسي, Jaḥḥāf al-Qaysī) fou un cap tribal àrab establert a Armènia que es va apoderar de part de l'Arxarunik, Taik, Taron i altres regions després del 771 i per legalitzar el seu domini es va casar amb la darrera filla viva de Musel IV Mamiconi, el darrer príncep d'aquesta casa, i va esdevenir nakharar de bona part dels dominis Mamiconis (772).
Djahap va conservar els dominis fins vers el 810, quan la petita guerra contra els Bagratuní va girar a favor d'aquests que van ocupar moltes de les seves possessions (la part de l'Arxarunik que posseïa com marit de la darrera princesa Mamicònia, el districte d'Ashotz, el Taik oriental, i Taron).
El 813 Djahap es va revoltar com a defensor del Califa Al-Amin contra el seu germà Al-Mamun. L'ostikan d'Armènia, després de la resistència inicial, va passar al bàndol d'Al-Mamun a Bardaa, i Djahap va aprofitar per ocupar Dvin amb 5000 soldats i va obtenir el suport d'altres caps favorables a Al-Amin.
Va morir aquell mateix any i el va succeir el seu fill Abd al-Malik ben Djahap.